# Smith Lake
Der Smith Lake (in Australien Lake Smith) ist ein 1,5 km langer See an der Knox-Küste des ostantarktischen Wilkeslands. In den Bunger Hills nimmt er die östliche Hälfte einer Halbinsel zwischen der Booth- und der Countess-Halbinsel ein.
Luftaufnahmen der US-amerikanischen Operation Highjump (1946–1947) dienten einer ersten Kartierung. Das Advisory Committee on Antarctic Names benannte die Halbinsel, auf der sich der See befindet, 1956 als Smith Ridge. Diese Benennung wurde später jedoch verworfen. Namensgeber des Sees ist Kenneth R. Smith, der zur Besatzung eines Wasserflugzeugs der United States Navy gehört hatte, mit dessen Hilfe im Februar 1947 besagte Luftaufnahmen entstanden.